# Ioan Ceterchi
Ioan Ceterchi (n. 16 decembrie 1926, Ferneziu, Maramureș, România – d. 6 aprilie 1992, București, România) a fost un jurist român, membru corespondent al Academiei Române (din 1974).

## Biografie
Ioan Ceterchi s-a născut la data de 16 decembrie 1926 în Ferneziu, azi cartier din Baia Mare. A absolvit Facultatea de Drept din Cluj, unde a obținut și doctoratul (1953). După absolvirea studiilor, a lucrat ca profesor la Catedra de „Teoria și istoria statului și dreptului” din cadrul Facultății de Științe Juridice din Cluj. În paralel a deținut și funcția de șef al Secției de Știință și Cultură a Regionalei PCR Cluj.
Ulterior, s-a transferat la Universitatea din București, devenind totodată membru al Comitetului Central al PCR (1974-1984), președinte al Consiliului Legislativ (1971-1980) și membru al Consiliului de Stat al Republicii Socialiste România (1975-1980). A fost ales ca membru corespondent al Academiei Române. În perioada 29 martie 1980-23 ianuarie 1982, Ioan Ceterchi a îndeplinit funcția de ministru al Justiției în Guvernul Ilie Verdeț (2).
A fost trimis apoi ca ambasador în Suedia și Norvegia (1984-1990). La data de 30 ianuarie 1990, Ioan Ceterchi a fost rechemat din calitatea de ambasador extraordinar și plenipotențiar al României în Regatul Suediei.
Ioan Ceterchi a încetat din viață la data de 5 aprilie 1992 în București.

## Distincții
- Ordinul „Steaua Republicii Socialiste România” clasa a III-a (4 mai 1971) „cu prilejul aniversării a 50 de ani de la constituirea Partidului Comunist Român, [...] pentru merite deosebite în opera de construire a socialismului”[2]
- Ordinul „Meritul Științific” clasa a II-a (7 mai 1981) „pentru rezultatele obținute în îndeplinirea cincinalului 1976–1980, pentru contribuția deosebită adusă la înfăptuirea politicii Partidului Comunist Român de făurire a societății socialiste multilateral dezvoltate în patria noastră, cu prilejul aniversării a 60 de ani de la făurirea Partidului Comunist Român”[3]